# SDSS J1228+1040 b
SDSS J1228+1040 b — внесолнечная планетезималь, вращающаяся вокруг белого карлика SDSS J1228+1040.

## Характеристики
SDSS J1228+1040 b принадлежит к семейству планетезималь, и является самой маленькой известной экзопланетой во Вселенной размером около 62.9 км.

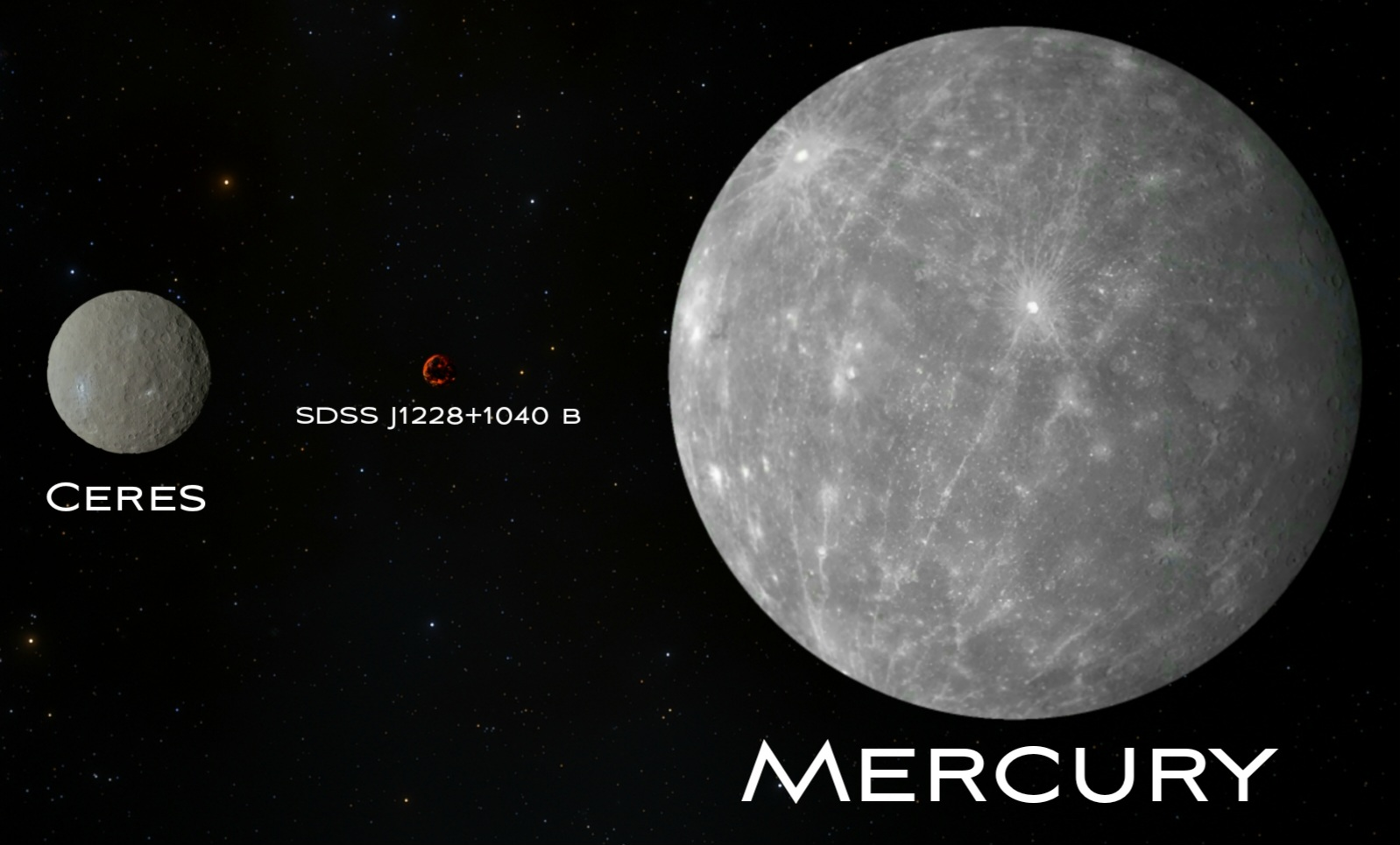
Сравнение размеров SDSS J1228+1040 b с Церерой и Меркурием (монтаж)